# Polo na słoniach
Polo na słoniach – zespołowa dyscyplina sportowa, odmiana polo, w której zamiast na koniach zawodnicy poruszają się na słoniach.

## Wstęp
Powstała w latach 60. XX wieku. Największą popularnością cieszy się w Nepalu, gdzie jest popierana przez władze państwowe jako element tradycji narodowej. Poza tym uprawiana jest także w Indiach, Sri Lance, Birmie oraz w Południowej Afryce, Namibii, Tanzanii i Mozambiku. Zawody w krajach afrykańskich organizowane są przede wszystkim jako atrakcja dla turystów.
Rozgrywki międzynarodowe rozgrywane są pod auspicjami założonego w 1982 Międzynarodowego Stowarzyszenia Polo na Słoniach (World Elephant Polo Association) z siedzibą w nepalskim mieście Chitwan. Rozgrywki odbywają się w dwóch międzynarodowych ligach, których zwycięzcy spotykają się w meczu o mistrzostwo świata (od 1982).

## Zasady
Mecz rozgrywany jest w dwóch częściach (po 10 minut każda) z piętnastominutową przerwą. W przerwie gracze zmieniają strony boiska oraz słonie. Drużyna składa się z czterech zawodników na słoniach. Na jednej połowie boiska może przebywać maksymalnie trzech zawodników z jednej drużyny, a w polu przylegającym do linii końcowej boiska, mającym kształt litery D, tylko po jednym zawodniku z każdej drużyny. Każde niebezpieczne zagranie karane jest rzutem wolnym z miejsca popełnienia faulu lub rzutem karnym z odległości 20 metrów, jeżeli przewinienie nastąpiło w obrębie pola D. Obowiązuje zasada jednego uderzenia, co oznacza, że zawodnik, który nie trafi w piłkę traci prawo do ponownego uderzenia. Gracze mogą grać tylko jedną ręką. W przypadku remisu ogłaszana jest 5 minutowa dogrywka, w której obowiązuje zasada złotej bramki, a w przypadku dalszego remisu odbywa się konkurs rzutów karnych.
Mecz kontrolowany jest przez dwóch sędziów na słoniach i na boisku, jednego bocznego sędziego, również na słoniu oraz dwóch pieszych arbitrów punktowych, którzy znajdują się na liniach kończących boisko.

### Boisko i sprzęt
Boisko ma wymiary 100 na 70 metrów, podzielone jest na dwie połowy. Na środku wyrysowany jest okrąg o średnicy 10 metrów. Na linii kończącej boisko znajduje się pole punktowe w kształcie litery D o promieniu 20 metrów. Bramka zdobywana jest w przypadku, gdy piłka przejdzie przez linię kończącą boisko na szerokości wyznaczonej przez pole D.
Piłka używana do gry jest identyczna jak w polo konnym. Ma wymiary 7,6–8,9 cm i wagę 99–128 g, zbudowana jest z masy plastycznej lub drewna wierzbowego. Uderzaki w kształcie młotków na długich tyczkach mają długość od 5 do 12 stóp i są przystosowane do wzrostu zwierzęcia. Zawodnik jest obowiązkowo ubrany w kask lub kapelusz typu topee.

## Mistrzowie świata w polo na słoniach
1982 – James Manclark Scottish Team  Szkocja

1983 – Tiger Tops Tuskers  Nepal

1984 – Tiger Tops Tuskers  Nepal

1985 – Tiger Tops Tuskers  Nepal

1986 – Nepal National Parks  Nepal

1987 – Tiger Tops Tuskers  Nepal

1988 – Nepal National Parks  Nepal

1989 – Oberoi  Indie

1990 – Grindlays Maharajahs  Nepal

1991 – National Parks  Nepal

1992 – Tiger Tops Tuskers  Nepal

1993 – J & B Rare

1994 – National Parks  Nepal

1995 – International Distillers  Filipiny

1996 – National Parks  Nepal

1997 – Tiger Mountain  Indie

1998 – Tiger Tops Tuskers  Nepal

1999 – National Parks  Nepal

2000 – Tiger Tops Tuskers  Nepal

2001 – Chivas Regal  Szkocja

2002 – National Parks  Nepal

2003 – Tiger Tops Tuskers  Nepal

2004 – Chivas Regal  Szkocja

2005 – Chivas Regal  Szkocja

2006 – Angus Estates  Szkocja

2007 – Chopard  Hongkong

2008 – NG  Filipiny